# Zabiják démonů
Zabiják démonů (japonsky 鬼滅の刃, Kimecu no jaiba) je japonská dark fantasy šónen manga, jejímž autorem je Kojoharu Gotóge. Manga začala pravidelně vycházet od února 2016 v měsíčníku Šúkan šónen Jump nakladatelství Šúeiša a postupně je vydávána v souborných svazcích.
Na základě mangy vytvořilo v roce 2019 studio ufotable adaptaci v podobě stejnojmenného 26dílného animovaného seriálu. V roce 2020 pak byl do kin uveden animovaný film Gekidžóban Kimecu no jaiba: Mugen rešša-hen, který se stal doposud nejvýdělečnějším japonským filmem. Ten byl převyprávěn v rámci prvních sedmi epizod druhé řady seriálu, jež vycházela mezi lety 2021 až 2022 a obsahovala celkem 18 dílů. Kompilační celovečerní film s názvem Gekidžóban Kimecu no jaiba: Katanakadži no sato-hen, jenž obsahoval poslední dva díly druhé řady a první díl řady třetí, byl uveden v roce 2023 a objevil se mimo jiné v českých kinech. Třetí řada vycházela od dubna do června 2023 a čítá 11 epizod.

## Synopse
V období Taišó žije se svojí rodinou milý a inteligentní chlapec Tandžiró Kamado. Po smrti svého otce se stává živitelem rodiny. Život se mu však obrátí na ruby v momentě, kdy je jeho rodina napadena démony. Jediní, kdo útok přežijí, jsou Tandžiró a jeho sestra Nezuko, ze které se stal démon. Nezuko však vykazuje známky lidských emocí a myšlenek. Tandžiró se nato setkává se zabijákem démonů, Gijem Tomiokem, kterým je naverbován a stává z něj také zabiják démonů. Jeho cílem je pomoci své sestře proměnit se zpět v člověka a pomstít zesnulé členy rodiny.